# Langley Speedway

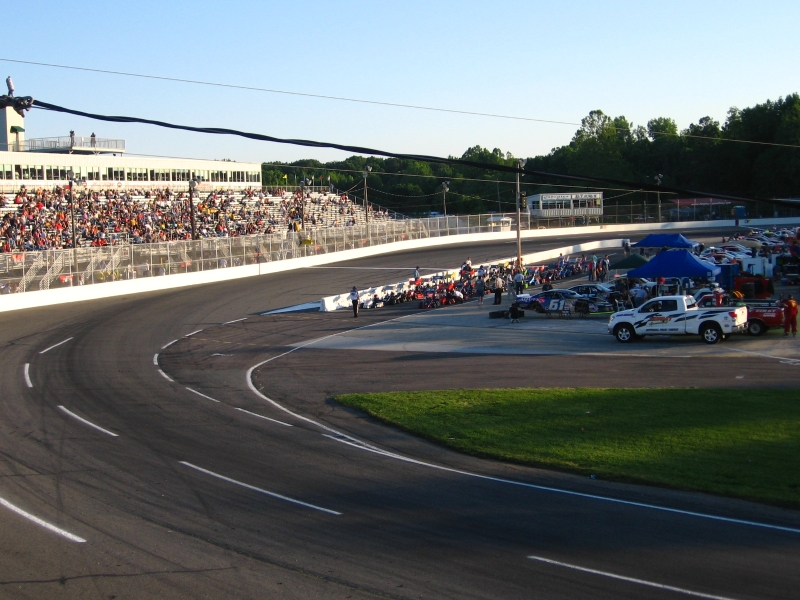
Langley Speedway

De Langley Speedway is een racecircuit gelegen in Hampton, Virginia. Het is een ovaal circuit van 0,395 mijl of 636 meter in lengte. Het circuit opende in 1950 en werd tussen 1964 en 1970 gebruikt voor wedstrijden uit de NASCAR Grand National Series en tussen 1982 en 1988 voor wedstrijden uit de Busch Series. Momenteel wordt het circuit gebruikt voor de Whelen All-American Series en diverse andere raceklasses.

## Winnaars op het circuit
Winnaars op het circuit uit de Grand National Series.
| Jaar | Race          | Winnaar       | Auto     |
| ---- | ------------- | ------------- | -------- |
| 1964 | Tidewater 250 | Ned Jarrett   | Ford     |
| 1965 | Tidewater 250 | Ned Jarrett   | Ford     |
| 1966 | Tidewater 250 | Richard Petty | Plymouth |
| 1967 | Tidewater 250 | Richard Petty | Plymouth |
| 1968 | Tidewater 250 | David Pearson | Ford     |
| 1968 | Crabber 250   | David Pearson | Ford     |
| 1969 | Tidewater 375 | David Pearson | Ford     |
| 1970 | Tidewater 300 | Bobby Isaac   | Dodge    |
| 1970 | Tidewater 300 | Bobby Allison | Dodge    |